# Cadomin
Cadomin est un hameau (hamlet) du Comté de Yellowhead, situé dans la province canadienne d'Alberta.

## Démographie
En tant que localité désignée dans le recensement de 2011, Cadomin a une population de 36 habitants dans 22 de ses 96 logements, soit une variation de -35.7% avec la population de 2006. Avec une superficie de 1,142 2 km2, le hameau possède une densité de population de 31,518 1 hab/km2 en 2011.
Concernant le recensement de 2006, Cadomin abritait 56 habitants dans 30 de ses 98 logements. Avec une superficie de 1,142 2 km2, le hameau possédait une densité de population de 49,0 hab/km2 en 2006.